# Радио для одного
Радио для одного — четвёртый музыкальный альбом проекта Евгения Гришковца и группы «Бигуди», выпущенный в 2010 году на лейбле «Снегири».
Эта пластинка — самая короткая по звучанию, её длительность около 40 минут. Стиль текстов такой же лаконичный и бесхитростный, но тематика сменилась: вместо размышлений о жизни, лирический герой признаётся в любви.
Сам Гришковец так сказал о своём альбоме:

«Радио для одного» — это высказывание. Я пытаюсь высказаться за миллионы людей, которые наделяют собственными смыслами и собственным содержанием те песни, что они слушают по радио и которые они любят. Смыслами, которые часто совершенно отличаются от тех смыслов, которые закладывали авторы и исполнители. Это как будто я, как один из многих-многих миллионов, слушаю радио в машине, в одиночку дома, в плеере, в телефоне… Слушаю, и под эту музыку, с которой я живу ежедневно, я проговариваю какие-то собственные смыслы, а музыка только обостряет и усиливает мои чувствительные и мыслительные возможности. И в этом смысле мой альбом — как бы прослушивание неких песен, как бы существующих, как бы звучащих из радио, где мой голос является неким моим внутренним голосом, который возникает во мне в процессе прослушивания радио. Но это мое собственное радио. Мое личное радио. Радио только для одного меня, которое звучит у меня в голове.— Евгений Гришковец о новой пластинке
Песни из этого альбома последовательно презентовались в Интернете, 23 декабря песни с комментариями автора были представлены в эфире «Нашего радио».

## Список композиций
1. Километры
2. Верить
3. Кто здесь?
4. Пусть песня доиграет
5. Всё
6. Мужчины у мониторов
7. Ближе!
8. Возьми меня за руку
9. Радио для тебя